# Catedral de Santa Edviges

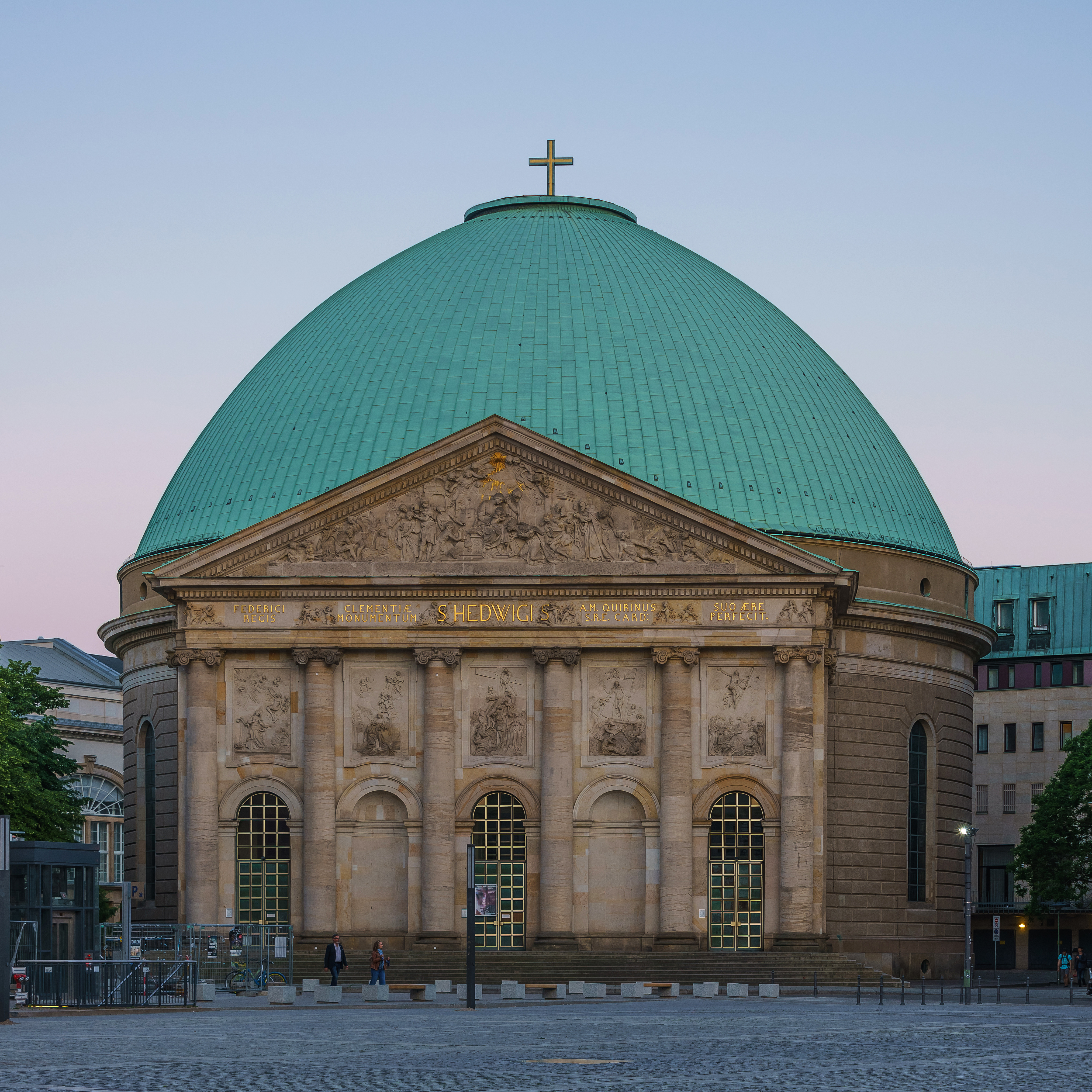
A catedral vista de fora.

A Catedral de Santa Edviges (em alemão Sankt-Hedwigs-Kathedrale) é uma catedral católica localizada em Bebelplatz, em Berlim, Alemanha. É a Sé Catedral da Arquidiocese de Berlim.

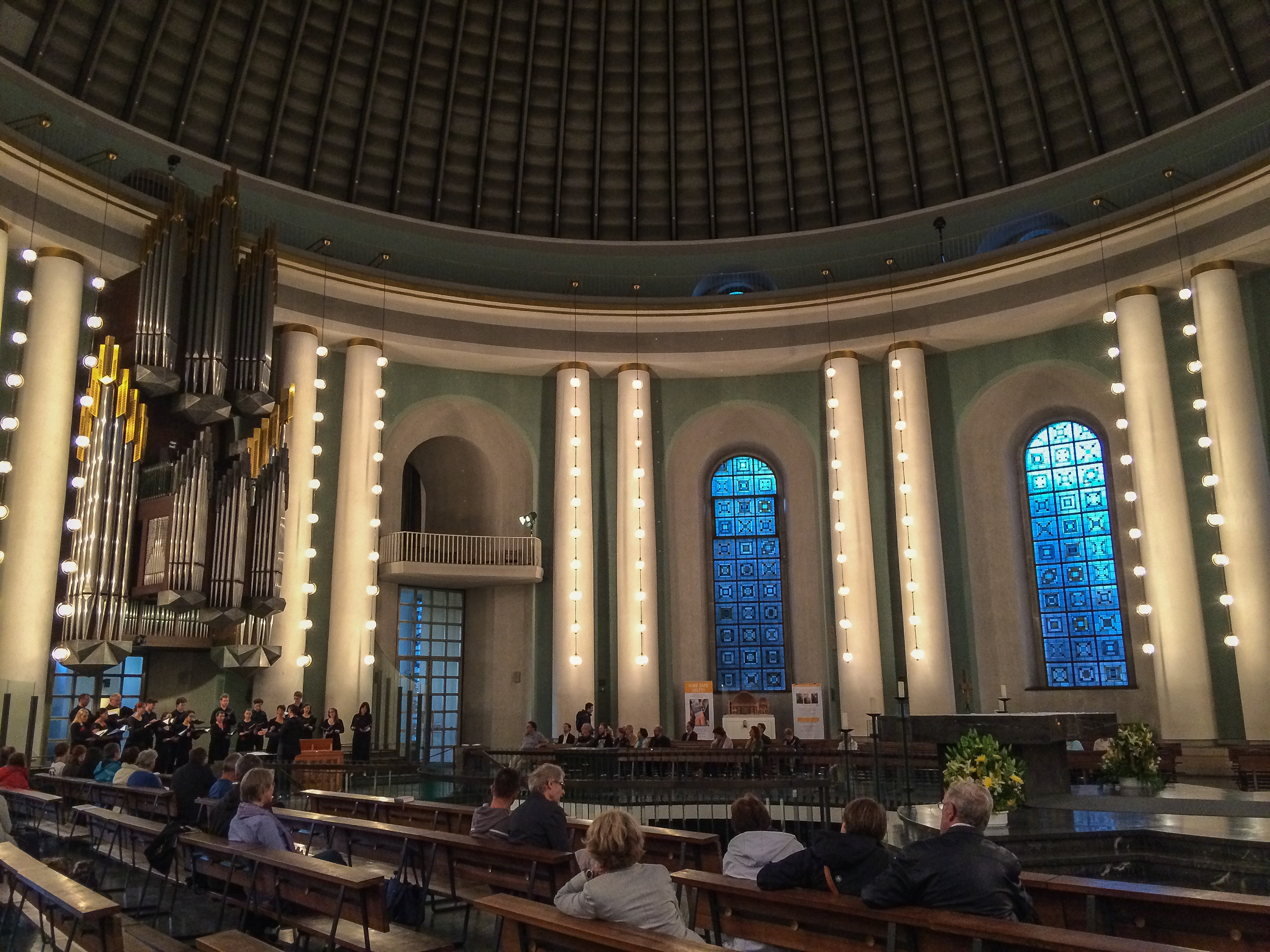
Interior de Catheral com órgão, junho 2014

Foi construída no século XVIII, a mando do rei Frederico II da Prússia. Ignacy Krasicki, amigo de Frederico II, oficializou a abertura da catedral, em 1773.
A catedral foi nomeada a partir da padroeira da Silésia e de Brandemburgo, Santa Edviges, e comemorou a chegada de imigrantes silesianos católicos em Brandemburgo e Berlim.
Depois de Noite dos cristais, que ocorreu na noite 9 de novembro a na madrugada de 10 de novembro de 1938, Bernhard Lichtenberg rezou publicamente pelos judeus. Mais tarde, Lichtenberg foi preso pelos nazistas e morreu a caminho do Campo de concentração de Dachau. Em 1965, seus restos mortais foram transferidos à cripta da catedral.
Sofreu um grande incêndio em 1943, durante os ataques aéreos em Berlim, mas foi reconstruída de 1952 a 1963.